# Idaea sillemi
Idaea sillemi är en fjärilsart som beskrevs av Eugen Wehrli 1933. Idaea sillemi ingår i släktet Idaea och familjen mätare. Inga underarter finns listade i Catalogue of Life.